# WS-Referral
WS-Referral ist eine von Microsoft entwickelte Spezifikation im Bereich der Webservices, um zusammen mit WS-Routing den Weg von SOAP-Nachrichten durch ein Netzwerk zu bestimmen. Die Technologie ermöglicht es, den Pfad einer Nachricht basierend auf bestimmten Bedingungen dynamisch anzupassen, was eine flexiblere Routing-Strategie in komplexen verteilten Systemen erlaubt. WS-Referral nutzt XML-basierte Strukturen zur Definition von Regeln und Bedingungen für die Nachrichtenumleitung und berücksichtigt dabei verschiedene Faktoren wie Nachrichteninhalt oder Netzwerkbedingungen. Als Teil einer größeren Familie von Web Services-Spezifikationen ergänzt WS-Referral andere Standards wie WS-Addressing und WS-Policy, wurde jedoch im Laufe der Zeit teilweise durch neuere Spezifikationen ersetzt oder in deren Funktionalität integriert.

## Funktionsweise
WS-Referral stellt zusammen mit WS-Routing die Festlegung des Wegs einer SOAP-Nachricht durch ein Netzwerk sicher. Während WS-Routing einen festen Pfad vorgibt, ermöglicht WS-Referral es, diesen Pfad zu einem späteren Zeitpunkt abhängig von bestimmten Bedingungen zu ändern. Dies geschieht durch die Definition von Regeln und Bedingungen, die festlegen, wie und wann eine Nachricht umgeleitet werden soll.
Die Spezifikation nutzt XML-basierte Strukturen, um diese Regeln zu definieren. Dabei können verschiedene Kriterien wie der Inhalt der Nachricht, Netzwerkbedingungen oder andere kontextabhängige Faktoren berücksichtigt werden.

## Zweck
Der Hauptzweck von WS-Referral besteht darin, eine flexiblere und dynamischere Routing-Strategie für SOAP-Nachrichten zu ermöglichen. Dies ist besonders nützlich in komplexen verteilten Systemen, wo sich die optimale Route für eine Nachricht aufgrund verschiedener Faktoren ändern kann.
Einige spezifische Anwendungsfälle für WS-Referral sind:
- Lastausgleich: Durch dynamisches Umleiten von Nachrichten kann die Last auf verschiedene Server verteilt werden.
- Fehlertoleranz: Bei Ausfällen oder Überlastungen einzelner Knoten im Netzwerk können Nachrichten automatisch umgeleitet werden.
- Optimierung der Nachrichtenübertragung: Basierend auf Netzwerkbedingungen oder anderen Faktoren kann der effizienteste Pfad für eine Nachricht gewählt werden.
- Implementierung von Geschäftslogik: Komplexe Geschäftsprozesse können durch dynamisches Routing abgebildet werden.

## Einordnung in die Web Services-Architektur
WS-Referral ist Teil einer größeren Familie von Web Services-Spezifikationen. Es ergänzt andere Spezifikationen wie WS-Addressing, WS-Policy und WS-MetadataExchange, die zusammen ein umfassendes Framework für die Implementierung von serviceorientierten Architekturen (SOA) bilden.
Im Laufe der Zeit wurde die Funktionalität von WS-Referral teilweise durch neuere Spezifikationen wie WS-Addressing, WS-Reliability und WS-Reliable Messaging übernommen oder ersetzt. Diese neueren Standards bieten oft umfassendere und standardisiertere Lösungen für ähnliche Probleme.
Trotz der Entwicklung neuerer Standards bleibt das Konzept des dynamischen Routings, wie es in WS-Referral eingeführt wurde, ein wichtiger Aspekt in der Gestaltung flexibler und robuster Web Services-Architekturen.

## Technische Details
WS-Referral (Web Services Referral Protocol) ist ein Protokoll, das im Bereich der Webservices eine wichtige Rolle spielt. Es wurde im Jahr 2001 entwickelt, um die Kommunikation und Interaktion zwischen verschiedenen Webservices zu verbessern.

### Technische Grundlagen
WS-Referral basiert auf dem Konzept der Weiterleitung (Referral) von Anfragen zwischen Webservices. Das Protokoll ermöglicht es Diensten, Anfragen an andere, möglicherweise besser geeignete Dienste weiterzuleiten, wenn sie selbst nicht in der Lage sind, die Anfrage zu bearbeiten.
Die Kommunikation in WS-Referral erfolgt über SOAP-Nachrichten. Diese Nachrichten enthalten spezifische Elemente, die für die Weiterleitung relevant sind:
- Referral-Informationen: Daten über den weiterleitenden Dienst
- Ziel-Informationen: Details zum Zieldienst, an den die Anfrage weitergeleitet wird
- Kontext-Daten: Zusätzliche Informationen, die für die Verarbeitung der Anfrage relevant sein können

Der Weiterleitungsprozess in WS-Referral läuft typischerweise wie folgt ab:
1. Ein Client sendet eine Anfrage an einen Webservice.
2. Der Webservice erkennt, dass er die Anfrage nicht bearbeiten kann.
3. Der Webservice erstellt eine WS-Referral-Nachricht mit Informationen über einen geeigneteren Dienst.
4. Die WS-Referral-Nachricht wird an den Client zurückgesendet.
5. Der Client kann nun die Anfrage an den empfohlenen Dienst weiterleiten.

### Integration in Webservice-Architekturen
WS-Referral lässt sich gut in bestehende Webservice-Architekturen integrieren. Es kann beispielsweise in Verbindung mit anderen WS-*-Spezifikationen wie WS-Addressing oder WS-Policy verwendet werden, um komplexe Szenarien der Dienstekomposition und -orchestrierung zu realisieren.
In Enterprise-Service-Bus-Architekturen (ESB) kann WS-Referral eine wichtige Rolle bei der dynamischen Weiterleitung von Nachrichten spielen. Es ermöglicht eine flexible Anpassung der Nachrichtenrouten basierend auf den aktuellen Verfügbarkeiten und Fähigkeiten der angebundenen Dienste. WS-Referral kann auch in Verbindung mit Web Services Business Process Execution Language (WS-BPEL) eingesetzt werden. In diesem Kontext kann es dazu dienen, dynamische Weiterleitungen innerhalb komplexer Geschäftsprozesse zu realisieren.

### Herausforderungen und Einschränkungen
Trotz seiner Nützlichkeit bringt WS-Referral auch einige Herausforderungen mit sich:
- Sicherheit: Die Weiterleitung von Anfragen kann Sicherheitsrisiken bergen, wenn nicht angemessene Sicherheitsmaßnahmen implementiert sind.
- Performanz: Mehrfache Weiterleitungen können zu erhöhten Latenzzeiten führen.
- Zuverlässigkeit: Es muss sichergestellt werden, dass Weiterleitungen zuverlässig funktionieren und keine Endlosschleifen entstehen.
- Interoperabilität: Die korrekte Implementierung des Protokolls auf allen beteiligten Systemen ist entscheidend für eine reibungslose Funktion.

## Zukunft und Relevanz
WS-Referral, eine von Microsoft entwickelte Spezifikation im Kontext von Webservices, hat in den letzten Jahren an Bedeutung verloren und wird in der aktuellen Webservice-Landschaft kaum noch verwendet. Ursprünglich war WS-Referral dazu gedacht, gemeinsam mit WS-Routing die Möglichkeit zu bieten, den Pfad einer SOAP-Nachricht dynamisch anzupassen. Die Zukunft von WS-Referral erscheint jedoch begrenzt, da neuere Technologien und Standards seine Funktionalität weitgehend ersetzt haben. Insbesondere haben sich WS-Addressing, WS-Reliability und WS-Reliable Messaging als effektivere Lösungen für die Herausforderungen erwiesen, die WS-Referral ursprünglich adressieren sollte.
In der modernen Webservice-Architektur haben sich andere Ansätze durchgesetzt. RESTful Webservices haben aufgrund ihrer Einfachheit und Flexibilität an Popularität gewonnen. Sie eignen sich besonders gut für die Entwicklung mobiler APIs und sind unabhängig von der Implementierungstechnologie des Servers einsetzbar. Dies steht im Gegensatz zu den komplexeren SOAP-basierten Webservices, zu denen WS-Referral gehört.
Die Relevanz von WS-Referral in aktuellen Webservice-Implementierungen ist gering. Viele Entwickler bevorzugen mittlerweile leichtgewichtigere und flexiblere Lösungen. RESTful Webservices bieten beispielsweise den Vorteil, dass sie sich einfach implementieren lassen und gut mit der bestehenden Web-Infrastruktur vereinbar sind. Trotz des Rückgangs der Bedeutung von WS-Referral gibt es noch Bereiche, in denen SOAP-basierte Webservices eingesetzt werden. Einige Unternehmen und Organisationen, insbesondere solche mit älteren Systemen oder spezifischen Anforderungen an die Nachrichtenübermittlung, verwenden möglicherweise noch SOAP und damit verbundene Spezifikationen.